# گوکوفو
شهر گوکوفو (به روسی: Гуково) در کشور روسیه و در اوبلاست روستوف واقع شده‌است.